# NTTファイナンス
NTTファイナンス株式会社（英: NTT FINANCE CORPORATION）は、東京都港区に本社を置くNTTグループの金融会社である。
NTTグループ全体の資金運用及びグローバル投資案件へ資金融通を行うキャッシュ・マネジメント・システム（CMS）や、ビリングサービス、クレジットカード、アカウンティングサービスを主な事業としている。

## 概要

NTTファイナンスの2025年までのロゴ。

NTT民営化後、第一号のグループ会社として設立されたNTTグループにおける金融の中核企業であり、NTTグループの余剰資金を管理するキャッシュ・マネジメント・システム（CMS）を運用している。
2007年（平成19年）頃からの金融不安と景気後退、及び2008年（平成20年）のリーマン・ショック後の金融危機の影響を大きく受け、貸倒損失や引当金繰入等の費用計上が膨らんだことで、2009年3月期は223億の赤字、2010年3月期も143億円の赤字となる等、収益面・財務面共に内容が大きく悪化した。2009年（平成21年）3月に日本電信電話株式会社（現・NTT株式会社）が約200億の第三者割当増資を全額引き受ける等、NTTグループによる支援体制は万全であり、2011年3月期には黒字決算に回復している。
2012年7月請求分（6月利用分）から、NTT東日本、NTT西日本、NTTコミュニケーションズ、NTTドコモの料金収納業務を開始した。これにともない、NTTグループ4社の代金請求を一本化できるサービス、おまとめ請求とWebビリングを開始。同時に、インターネットサービスプロバイダーをはじめとする加盟店の料金を、NTT通信サービス等料金の請求に「たばねて」支払える、tabalまるごと決済も開始された（2020年9月末にサービス終了）。
2020年6月まではグループ内外の企業に対するリース事業や割賦事業を行なっていたが、同事業は2020年7月に、当社・日本電信電話（現・NTT）・東京センチュリーの合弁企業であるNTT・TCリースに譲渡された。
2021年7月にNTTビジネスアソシエからアカウンティング事業を継承した。

## 沿革
- 1985年（昭和60年）4月 - エヌ・ティ・ティ・リース株式会社発足（資本金:2.5億円）。
- 1986年（昭和61年）8月 - 国際ファイナンス事業の開始。
- 1987年（昭和62年）1月 - 本社を豊島区東池袋に移転。
- 1989年（平成元年）7月 - NTT Leasing(U.S.A),Inc.の設立。
- 1990年（平成2年）4月 - 増資（資本金10億円）。
- 1994年（平成6年）12月 - 本社を港区芝浦に移転。
- 1995年（平成7年）1月 - クレジットカード事業の開始。
- 1996年（平成8年）12月 - 日中合弁リース会社「環宇郵電国際租賃有限公司」の設立。
- 1997年（平成9年）
  - 5月 - NTTグループカードの発行開始。
  - 7月 - ベンチャーキャピタル投資の開始。
- 1998年（平成10年）12月 - 増資(資本金 67.7億円) 。
- 1999年（平成11年）3月 - ABSの発行。
- 2000年（平成12年）11月 - 電子商取引（EC）企業の決済代行事業を開始。
- 2005年（平成17年）4月 - 株式会社エヌ・ティ・ティ・ファイナンス・ジャパンを吸収合併。
- 2006年（平成18年）7月 - NTTファイナンス株式会社に社名変更。
- 2007年（平成19年）11月 - イーバンク銀行と業務提携。
- 2009年（平成21年）
  - 1月 - イーバンク銀行との提携カード（VISAデビットカード）、ネクストマネーカードの発行開始（2010年3月31日にVISAデビットカード・キャッシュカード共にサービス終了[5]）。
  - 3月 - 増資（資本金167億円）。
- 2012年（平成24年）7月 - 2012年7月請求分（6月利用分）から、NTT東日本、NTT西日本、NTTコミュニケーションズ、NTTドコモの料金収納業務を開始。同時におまとめ請求、Webビリング、tabalまるごと決済も開始された。
- 2015年（平成27年）9月 - NTTグループのファイナンス（資金調達・管理）業務を一元化。
- 2016年（平成28年）5月 - 本社を港区港南に移転。
- 2020年（令和2年）
  - 3月 - NTT都市開発が発行した社債に係る資産・債務を継承。
  - 7月 - 国内外リース事業全体およびグローバル事業の一部をNTT・TCリースに譲渡。
  - 9月 - 日本電信電話（現・NTT）が当社の株式を追加取得し完全子会社化。
- 2021年（令和3年）
  - 3月 - NTTドコモが発行した社債に係る資産・債務を継承。
  - 7月 - NTTビジネスアソシエからアカウンティング事業を継承。
- 2023年（令和5年）
  - 7月 - 「NTT グループカード」のサービス終了[6]。
  - 11月 - パーパス、ビジョン、バリューズを制定[7]。

## 主な事業

### ビリングサービス
- おまとめ請求
- Webビリング
- 法人向け一括請求サービス"ビリングONE”
- 楽々クラウド決済サービス
- 楽々クラウド電子帳簿保存サービス by ClimberCloud
- 回収代行サービス

### クレジットカード
- NTTファイナンスBizカード
- NTTグループカード (2023年7月31日 サービス終了)
- Paysol

### アカウンティング・グループファイナンス
- 経理業務コンサルティング
- 経理業務アウトソーシングサービス
- NTTグループファイナンス
- ベンチャーキャピタル

## グループ企業
- NTTファイナンスインベストメント株式会社
- NTTグローバルデータセンター株式会社
- NTT・TCリース株式会社
- NTT Finance Americas Inc.
- NTT Finance UK Limited
- NTT Finance Germany GmbH
- NTT Finance Israel L.P.
- 環宇郵電国際租賃有限公司